# Palau d'Artaxerxes
El Palau d'Artaxerxes Pāpakan (en persa: آتشکده, també conegut com a Atash-kadeh), fou una antiga fortalesa hui en ruïnes, situada als vessants de la muntanya on es troba Dezh Dokhtar. Construït l'any 224 pel rei Artaxerxes I de l'Imperi sassànida, es troba a dos quilòmetres al nord de l'antiga ciutat de Gor, és a dir, l'antiga ciutat d'Artakhsher Khwarah / Khor Adashir / Gor Adesheer ('Gloria del [rei] Artaxerxes') a Fars, a l'antiga Pèrsia (actual Iran). L'antiga ciutat on es troba el palau es reanomenà Peroz (literalment, 'victoriós') després que Artaxerxesestablís l'Imperi sassànida una volta enderrocat Artàban IV, el darrer rei de Pàrtia. Després de la conquesta àrab, Peroz es reanomenà Firuz, i el nom va romandre. La ciutat moderna de Firuzabad té, per tant, gran importància en la història persa.

## Descripció

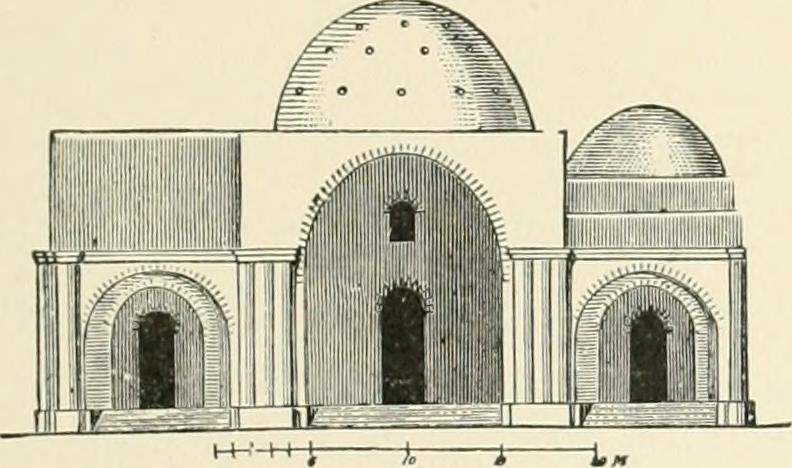
Alçat exterior, Palau d'Artaxerxes, a Sarvestan, 1905

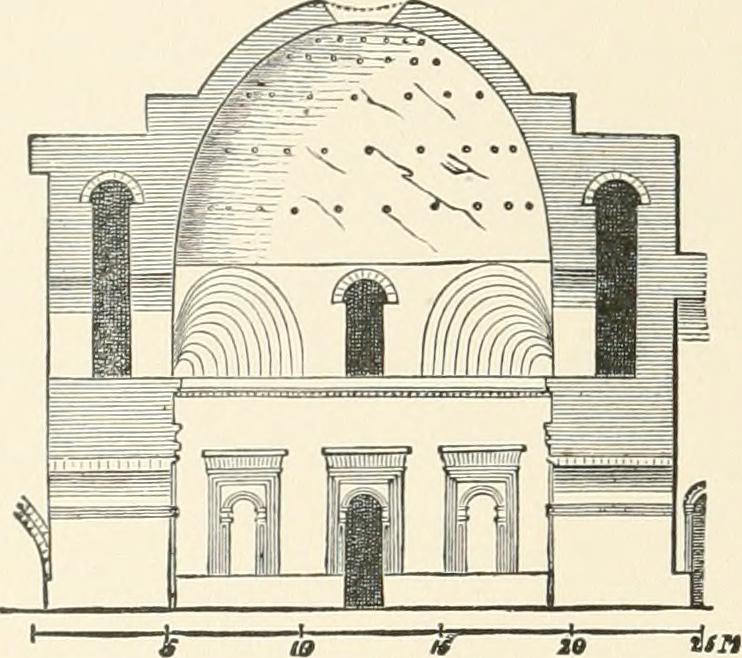
Alçat interior, Palau d'Artaxerxes, 1905

El palau té un iwan (pòrtic) de 18 m d'alçada, tot i que parcialment en ruïnes, a l'entrada actual, sales amb voltes i tres sales amb cúpula. Allí es troba l'exemple més antic de cúpula sobre trompa encara en peus, una tècnica que permet el pas del pla quadrat en el sòl al pla circular de la cúpula. Les parets estan construïdes amb maçoneria amb morter de guix, a vegades recobert. L'estil del disseny interior és comparable al del Palau de Taxara de Persèpolis.
L'edificació té tres cúpules, entre altres característiques, per la qual cosa és una mica major i que la seua predecessora, la fortalesa propera de Dezh Dokhtar. Sembla, però, que el conjunt es va dissenyar per a mostrar la imatge de la reialesa d'Artaxerxes I, en lloc de ser una edificació fortificada defensiva. És per això que potser seria millor referir-s'hi com a un «palau» en lloc d'una fortalesa o "castell", malgrat que té enormes parets en els perímetres (dues vegades més grosses que les de Ghal'eh Dokhtar). Pel disseny arquitectònic, sembla que el palau era més aviat un lloc de reunió social en què els convidats es presentaven al tron imperial.
És interessant d'aquest palau que el disseny arquitectònic no correspon pas exactament ni als parts ni als sassànides: és un disseny únic dels arquitectes de Fars.
El palau s'alçà al costat d'un pintoresc estany alimentat per una deu natural, potser per Anahita, la dea persa de l'aigua i del creixement. Es creu que la font regava un jardí reial, de la mateixa manera que Cir II el Gran va construir el seu jardí (bustan) a Pasàrgades.

## En temps moderns

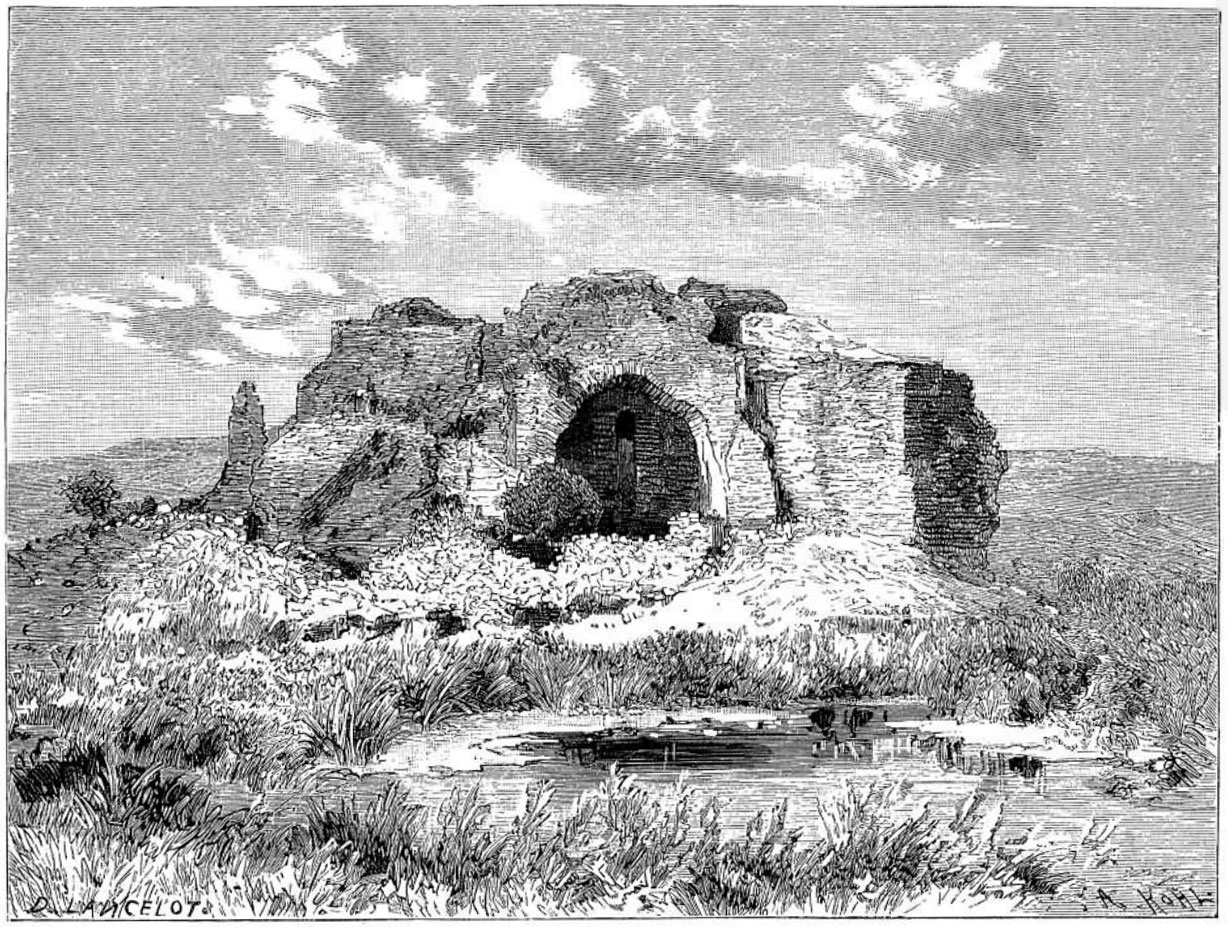
Gravat del palau en l'obra La Perse, la Chaldée et la Susiane, 1887

L'arqueòloga i escriptora francesa Jane Dieulafoy en visità les ruïnes amb el seu espòs, Marcel-Auguste Dieulafoy, i les descrigué en La Perse, la Chaldée et la Susiane 1881-1882 (1887).
L'escriptor i viatger anglés Robert Byron hi va ser al 1934 i ho va explicar en The Road to Oxiana (1937). Byron considera que el palau tenia el prototip de trompa, i pensava que alguns edificis com la Basílica de Sant Pere i el Taj Mahal no haurien pogut existir sense trompes ni petxines.
Iran va incloure el 1997 el Palau d'Artaxerxes i altres llocs de Firouzabad i rodalia en la llista del país com a possible Patrimoni de la Humanitat de la UNESCO. El 2018, va ser acceptada la candidatura i el monument forma part del lloc «Paisatge arqueològic sassànida de la regió del Fars» (núm. ref. 1568-005).

## Galeria d'imatges

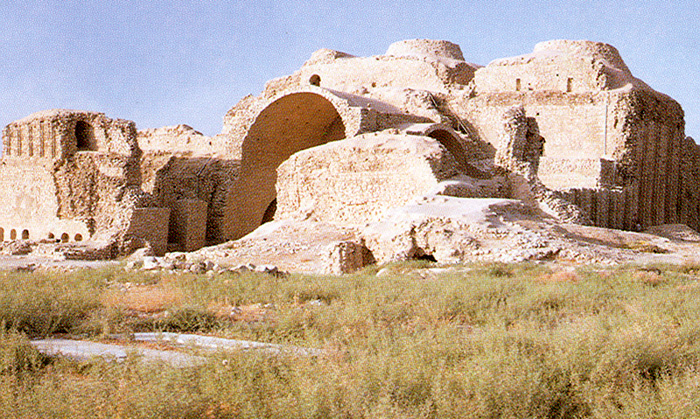
Vista des del nord
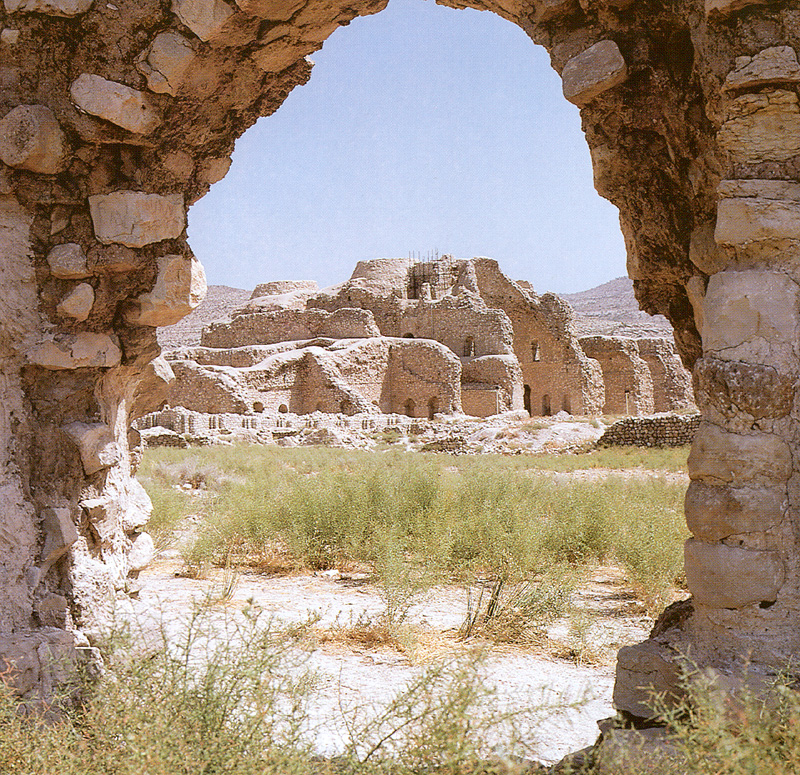
Vista des del sud
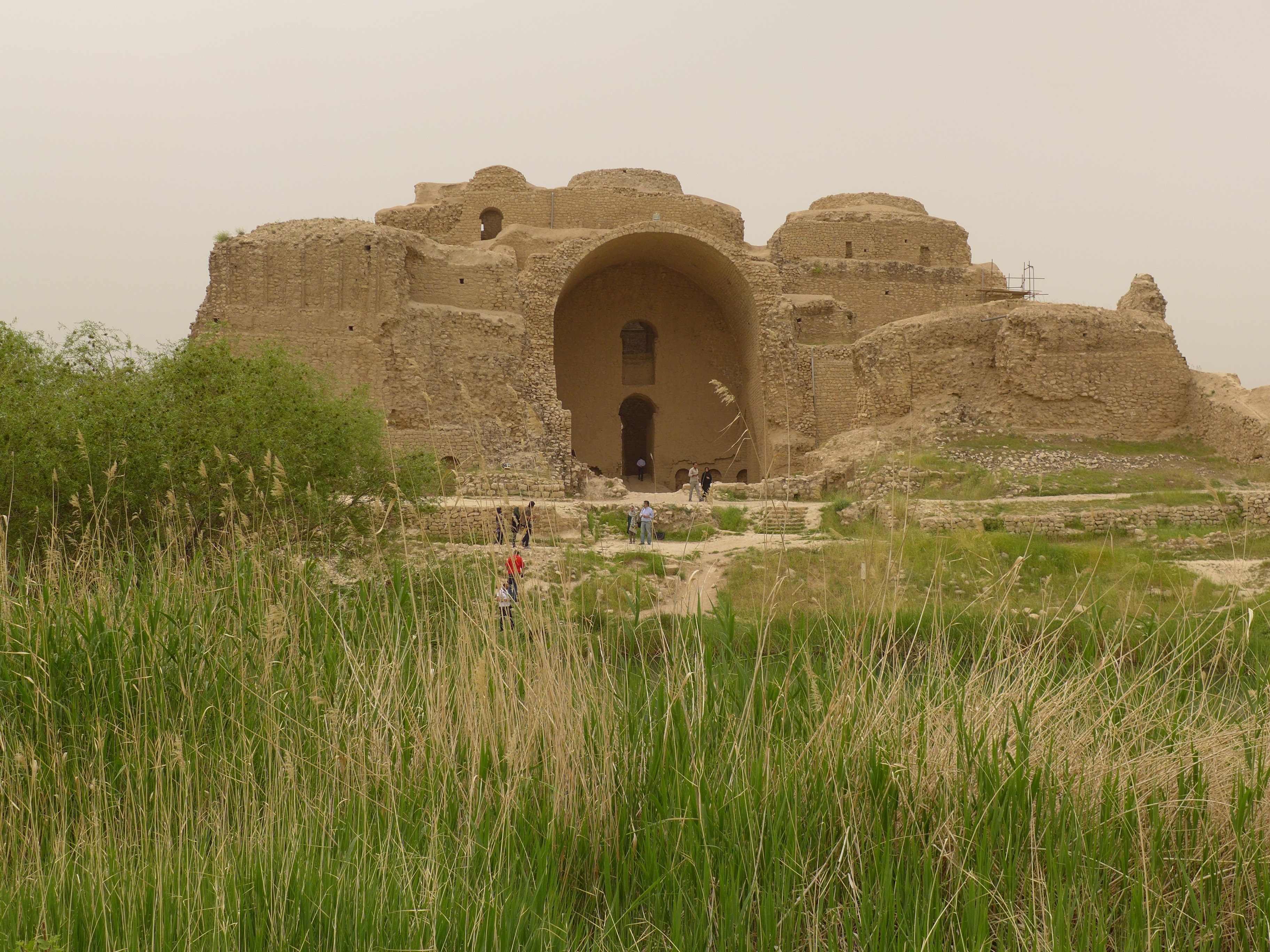
Vista des de l'est
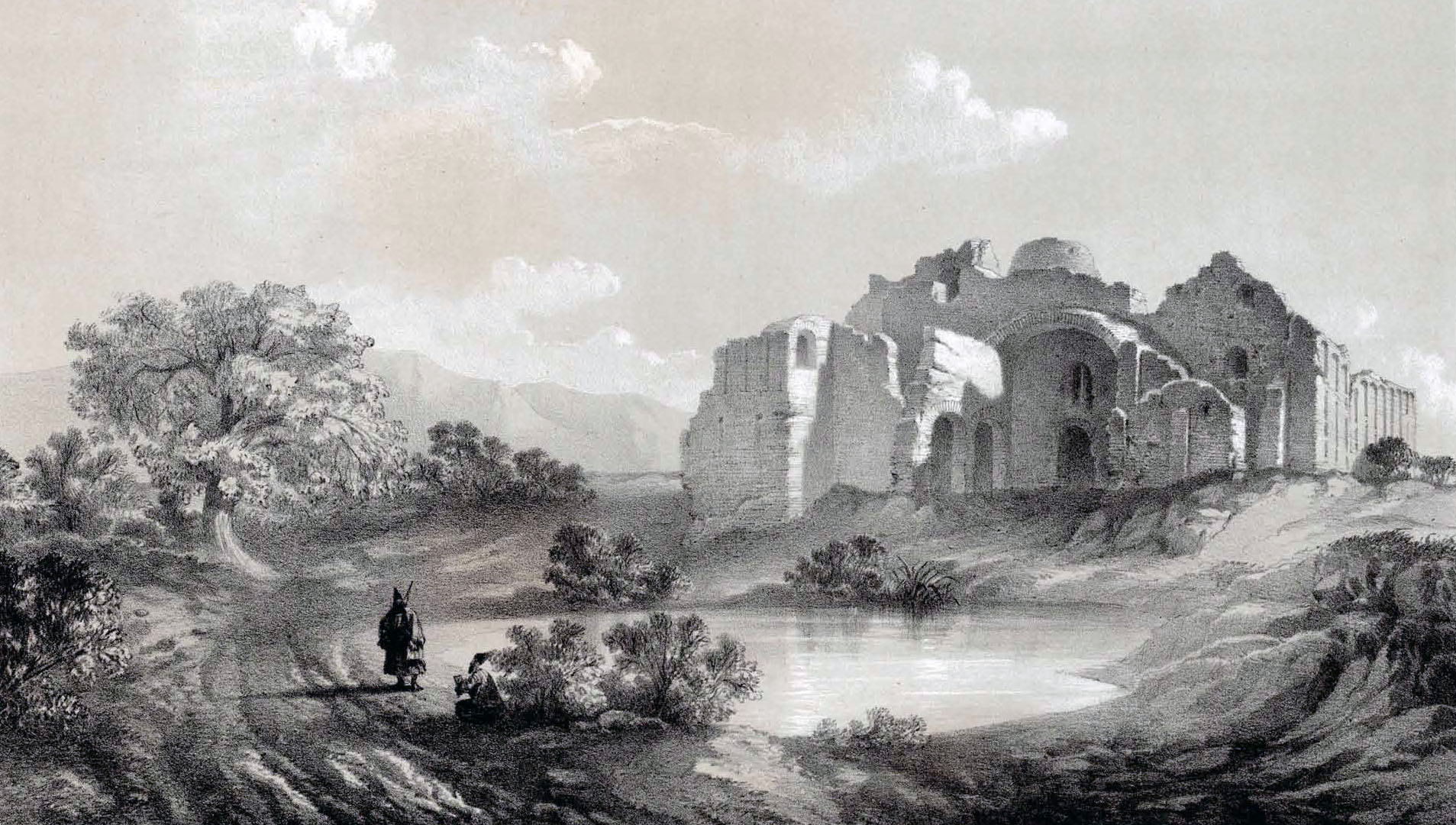
Palace of Ardashir, obra d'Eugène Flandin

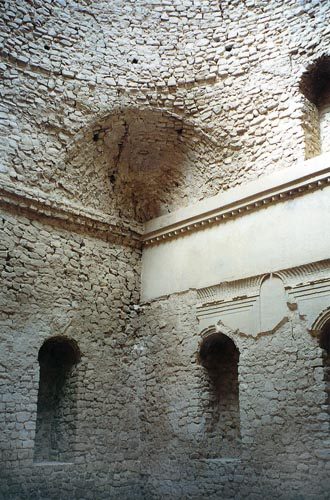
Una trompa a l'interior del palau
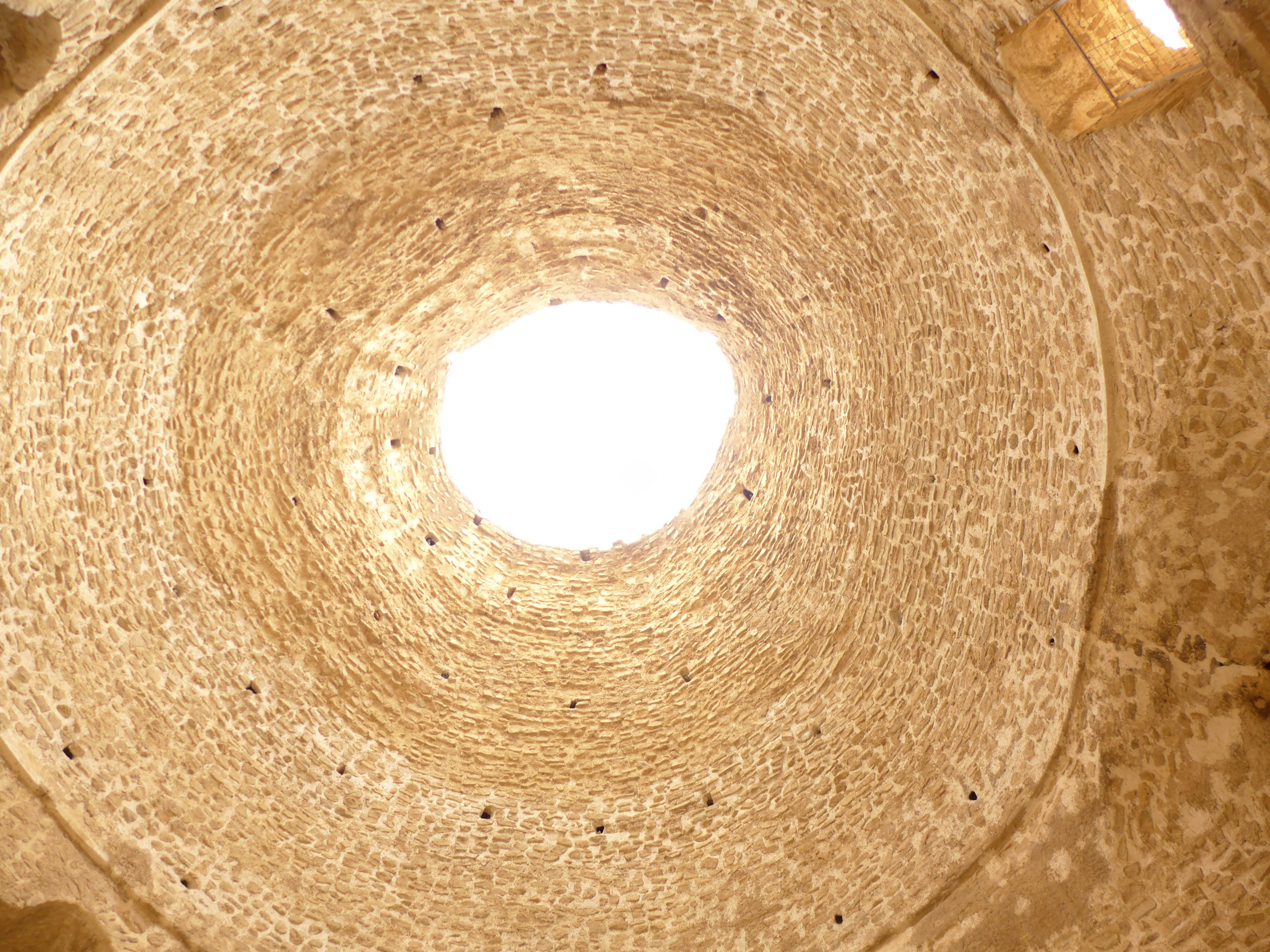
Volta
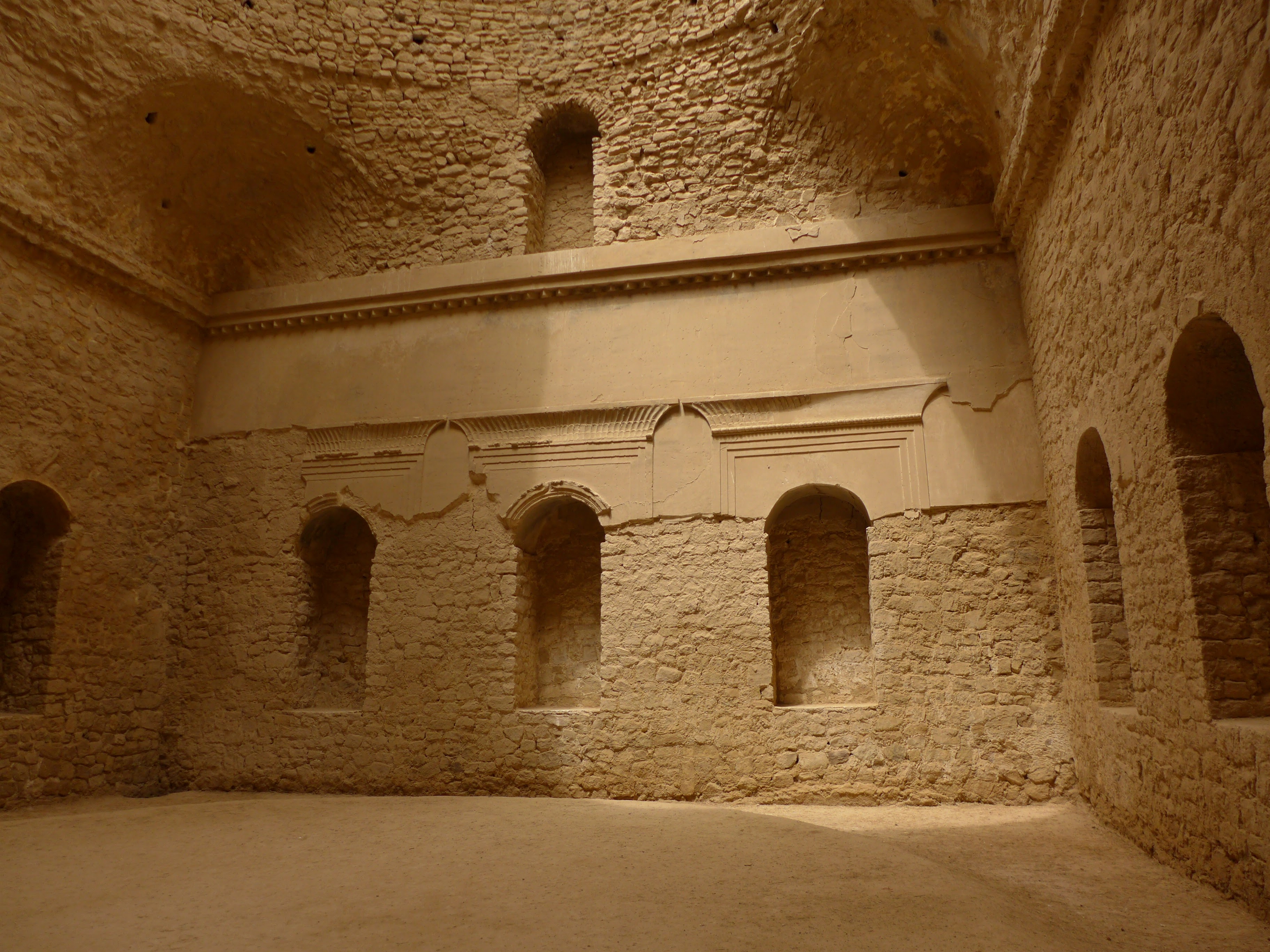
Interior de la cambra principal
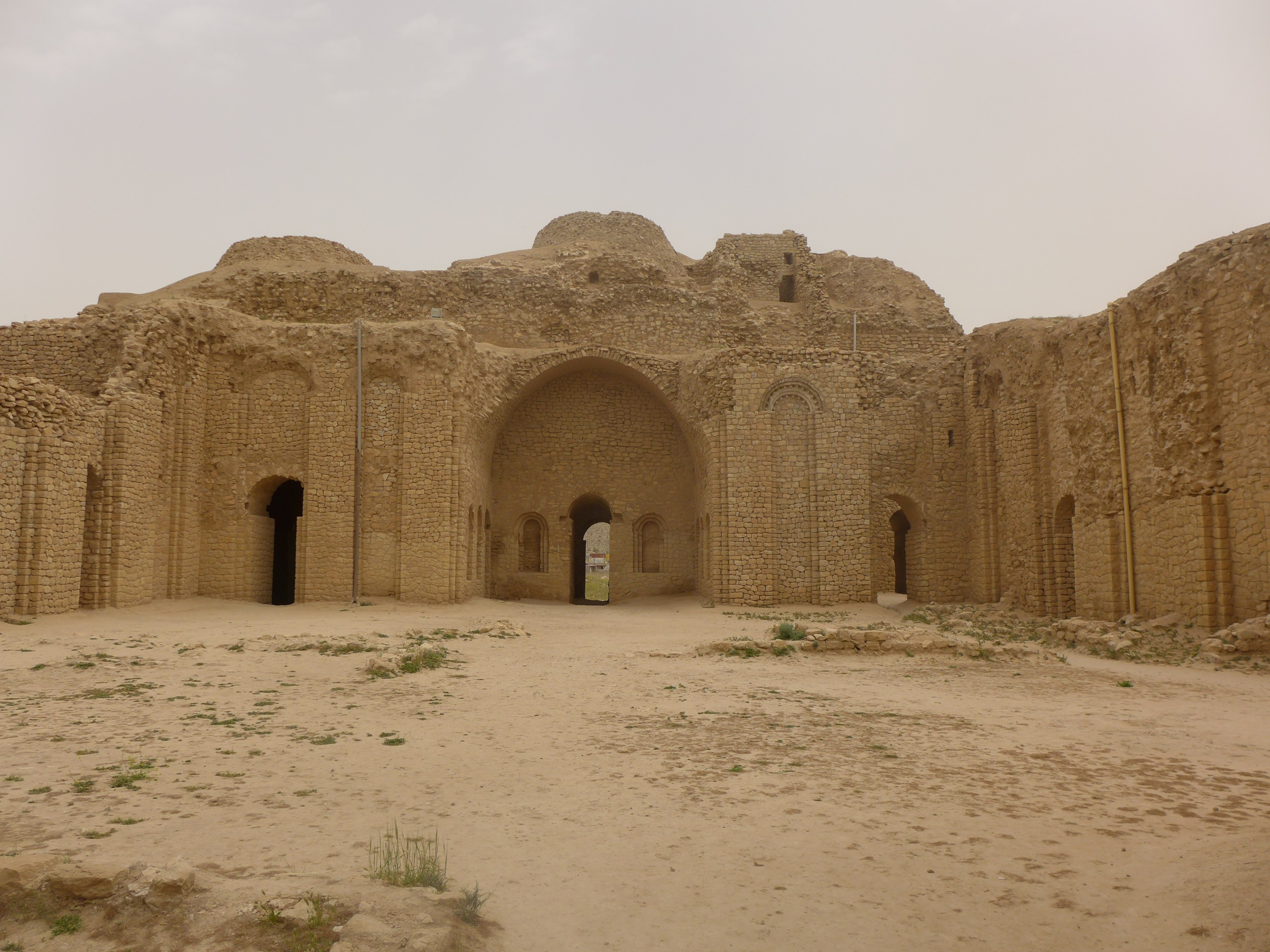
Pati principal
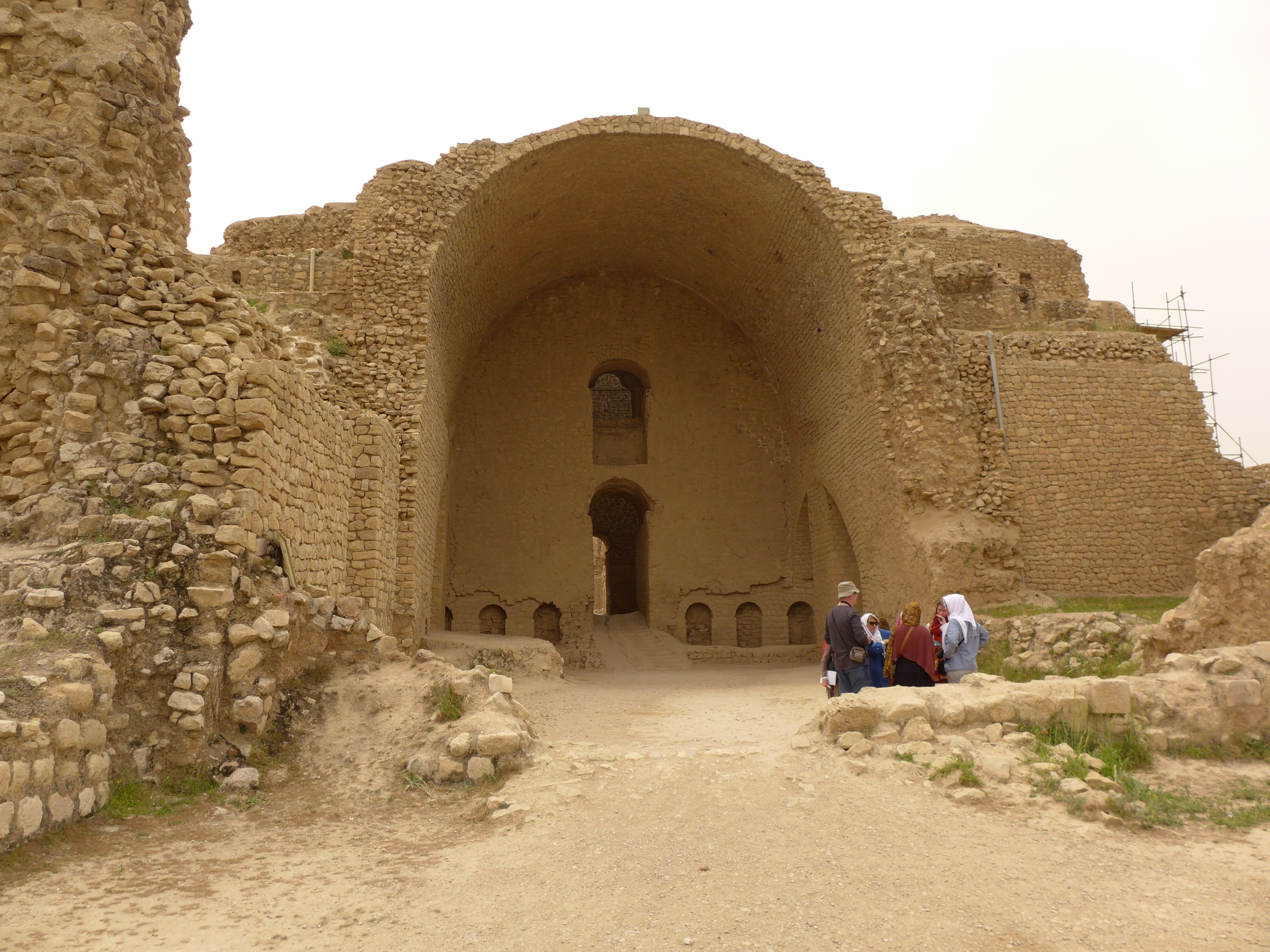
L'iwan